# Aramango (distrito)
Aramango é um distrito peruano localizado na Província de Bagua, departamento Amazonas. Sua capital é a cidade de Aramango.

## Transporte
O distrito de Aramango é servido pela seguinte rodovia:
- PE-5NC, que liga o distrito de Manseriche (Região de Loreto) ao distrito de Jaén (Região de Cajamarca) [2][3][4]